# آلنوش طریان
آلنوش طریان یا آلنوش تریان (ارمنی: Ալենուշ Տերյան؛ انگلیسی: Alenoosh Terian، زاده ۹ نوامبر ۱۹۲۰ – درگذشته ۵ مارس ۲۰۱۱)؛ فیزیک‌دان ایرانی ارمنی‌تبار بود که به «مادر نجوم» و «بانوی اختر فیزیک ایران» ملقب شده است.

## زندگی
آلنوش طریان در	۹ نوامبر ۱۹۲۰  (۱۸ آبان ۱۲۹۹) در یک خانوادهٔ ارمنی در تهران متولد شد.
پدر آلنوش، آرتو طریان در جلفای اصفهان و مادرش، وارتو طریان در تهران زاده شد. آرتو طریان دانش‌آموخته بازیگری و نمایش از مسکو و پایه‌گذار دومین مرکز آموزشی هنرهای دراماتیک و تئاتر در ایران بود. پدر طریان پاره‌هایی از شاهنامه را به زبان ارمنی بازگردانی کرده بود. و مادرش در رشته ادبیات و هنر سخنوری در کشور سوئیس تحصیل کرده بود و نخستین زن ایرانی ارمنی بود که شعرهای فارسی را دکلمه کرد.
آلنوش اما راه پدر و مادرش را در هنر پی نگرفت و به دنبال فیزیک رفت. او در خاطراتش گفته است:
«من به پدرم گفتم می‌خواهم کاری کنم که از عهده هرکسی بر نیاید. از بچگی دیده و شنیده بودم که چطور مردم مثلاً می‌گویند: دخترها نمی‌توانند ریاضی بخوانند یا فلان کار را انجام دهند و این همیشه باعث آزردگی من می‌شد و می‌خواستم ثابت کنم که دختر یا پسر بودن فرقی ندارد و اگر انسان استعداد و پشتکار کافی داشته باشد، از عهده هر کاری بر می‌آید و ثابت هم کردم.»
و پس از گذراندن دوره ابتدایی در مدرسه ارامنه و دوره متوسطه در دبیرستان انوشیروان دادگر،

آلنوش طریان در شش سالگی وارد مدرسهٔ ارمنیان تهران شد و نه سال در آنجا تحصیل کرد. سپس، برای تکمیل تحصیلات دورهٔ متوسطه، به مدت دو سال نیز در مدرسهٔ انوشیروان دادگر تحصیل کرد. وی در این مورد می‌گوید:
«در آن زمان، در مدارس ارمنیان تنها تا کلاس نهم تدریس می‌شد و من، پس از اتمام دورهٔ نه ساله در مدرسهٔ ارمنیان، برای تکمیل تحصیلات به مدت دو سال به مدرسهٔ انوشیروان دادگر، که متعلق به زرتشتیان بود، رفتم. دلیل انتخاب این مدرسه هم نزدیک بودن آن به منزل ما بود».
برای ادامه تحصیل وارد دانشگاه تهران شد.
خانم طریان در سال ۱۳۲۶ مدرک لیسانس خود را در رشته فیزیک از دانشکده علوم دانشگاه تهران گرفت و پس از مدتی اشتغال در همان دانشکده، (پس از اتمام تحصیلات دانشگاهی وی مدتی به عنوان مسئول آزمایشگاه‌های فیزیک فعالیت کرد.)
وی به زبان‌های فارسی، ارمنی و فرانسوی تسلط داشته و با ترکی و انگلیسی آشنایی داشت.
پس از تلاش بی‌نتیجه برای متقاعد کردن استادش، محمود حسابی، برای کمک به اعزام وی به خارج از کشور، در تابستان ۱۹۴۹ (۱۳۲۸) به تشویق پدر و با هزینه شخصی خود برای ادامه تحصیل به بخش فیزیک اتمسفر دانشگاه پاریس رفت.
وی در مورد خاطرات دوران تحصیلش در دانشگاه پاریس چنین می‌گوید:
«یکی از بهترین خاطرات من در طی تحصیل در فرانسه آشنایی کوتاه مدت من با ایرن کوری، دختر ماری کوری، دانشمند معروف، بود. ماری کوری از دوران بچگی همواره بزرگ‌ترین الگوی من در زندگی بوده است. کار کردن در آزمایشگاه، کنار دختر وی، حتی برای مدتی کوتاه، افتخار بسیار بزرگی برای من محسوب می‌شد.»
وی در سال ۱۳۳۷ (۱۹۵۶) مدرک دکترای خود را از دانشگاه سوربن کسب کرد (خانم طریان دانشنامه دکترای دولتی خود را از دانشکده علوم دانشگاه سوربن فرانسه در سال ۱۳۳۵ (۱۹۵۶) اخذ کرد) (او بعد از فارغ‌التحصیلی در رشته دکترای فیزیک از دانشگاه سوربن پاریس، به ایران بازگشت) (و برای خدمت به کشور، پیشنهاد کرسی استادی دانشگاه سوربن را رد کرد و به ایران بازگشت) (بانو آلنوش با اتمام تحصیلات خویش در رشتهٔ فیزیک و دریافت درجه دکتری در این رشته، در حالیکه امکان ماندن و فعالیت در فرانسه برای وی مهیا بود ترجیح داد تا از تخصص خویش در ایران استفاده نماید.)
و پس از بازگشت به ایران، در دانشگاه تهران تدریس کرد (و با سمت دانشیار فیزیک رشته ترمودینامیک در گروه فیزیک مشغول به کار شد.) و در سال ۱۳۴۳ در همین دانشگاه به درجه استادی رسید. (به عنوان اولین استاد زن، در مؤسسه ژئوفیزیک دانشگاه تهران مشغول به کار شد).
استاد طریان بلافاصله پس از بازگشت به ایران از سوی دانشگاه تهران دعوت به همکاری و تدریس شد. او ابتدا، در سمت دانشیار فیزیک، واحد ترمودینامیک را تدریس می‌کرد اما بعد به منزلهٔ استاد واحد فیزیک ستارگان، که پس از ورود دوبارهٔ ایشان به دانشگاه افتتاح شده بود، تدریس کرد. وی در این مورد می‌گوید:
«پیش از آنکه من فیزیک ستارگان را در دانشگاه تدریس کنم این درس وارد دانشگاه‌های ایران نشده بود و تنها علم نجوم تدریس می‌شد آن هم نه در رشتهٔ فیزیک بلکه ریاضی. زمانی که از من برای تدریس در دانشگاه دعوت کردند، از آنجا که دستیار دکتر روشن بودم، در ابتدا ترمودینامیک تدریس می‌کردم اما پس از مدتی قرار شد برای اولین بار در ایران و به صورت مستقل درس فیزیک ستاره‌ها را برای دانشجویان رشتهٔ فیزیک تدریس کنم.»
در سال ۱۳۳۸ دولت فدرال آلمان غربی بورس مطالعه رصد خانه فیزیک خورشیدی را در اختیار دانشگاه تهران قرار داد و طریان برای این بورس انتخاب شد و از فروردین سال ۱۳۴۰ به مدت ۴ ماه به آلمان رفت و بعد از انجام مطالعات به ایران بازگشت.
وی نخستین کسی بود که در رصدخانه دانشگاه تهران فیزیک ستاره تدریس کرد. علاقه او به علم و دانش سبب شد وصیت نامه‌ای تنظیم کند و منزل مسکونی خود را بعد از مرگ به ارامنه جلفا و دانشجویانی که محل اسکان مناسبی ندارند ببخشد. او تا سالهای اولیه انقلاب مشغول فعالیت بود.
آلنوش طریان در دوره خدمت علمی خود به ریاست گروه تحقیقات خورشیدی مؤسسه ژئوفیزیک دانشگاه تهران رسید و نقشی مهم در تأسیس و ادامه کار رصدخانه فیزیک خورشیدی ایفا کرد.
در خرداد ۱۳۴۳ طریان به مقام استادی ارتقا پیدا کرد این فیزیکدان ایرانی برای نخستین بار موضوعات فیزیک خورشیدی و اخترفیزیک را در دانشگاه تهران تدریس کرد.
وی نخستین فیزیکدان زنی بود که در یکی از دانشگاه‌های ایران به این مقام علمی دست می‌یافت (و بدین ترتیب او اولین فیزیکدان زن در ایران است که به مقام استادی دست پیدا کرده).
وی در سال ۱۳۴۵ به عنوان عضوی از کمیته ژئو فیزیک دانشگاه تهران انتخاب شد و در سال ۴۸ رسماً به ریاست گروه تحقیقات فیزیک خورشیدی مؤسسه ژئوفیزیک دانشگاه تهران منصوب شد و در رصدخانه فیزیک خورشیدی که خود در بنیانگذاری آن نقش عمده ای داشت، فعالیت خود را آغاز کرد.
طریان اولین کسی بود که در ایران درس فیزیک ستاره‌ها را تدریس می‌کرد.
طریان پس از ۳۲ سال خدمت صادقانه به کشورش و پرورش استادانی ارزشمند در ۱۵ شهریور ۱۳۵۸ به درخواست خود بازنشسته شد.).
محمود احمدی‌نژاد رئیس‌جمهور وقت در مراسمی در تاریخ ۲۶ تیر ۱۳۸۵ از وی تقدیر کرد. این مراسم به مناسبت سالروز ولادت فاطمه زهرا و بزرگداشت مقام زن از زنان نمونه برگزار شده بود.
او همچنین از سوی برنامه فرزانگان که به سفارش شبکه اول سیمای جمهوری اسلامی ایران تهیه شده بود به عنوان چهره ماندگار در عرصه علمی معرفی شد و در فیلم مستندی زندگی و فعالیت‌های علمی وی بازگو شد.
در سال ۱۳۸۲ فیلمی مستند از زندگی آلنوش طریان ساخته شد که «سوی خورشید» نام داشت. این فیلم مستند یکی از قسمت‌های برنامه فرزانگان ایران بود که به سفارش شبکه اول سیمای جمهوری اسلامی تهیه شد. روزنامه ابتکار
در سال ۸۲ از زندگی طریان فیلمی با عنوان «سوی خورشید» ساخته و در آن زندگی این نخستین بانوی استاد کرسی فیزیک ستاره در دانشگاه تهران به تصویر کشیده شد.

## مطالب تکمیلی
پس از بازگشت به ایران در کنار تدریس، مشغول فعالیت علمی شد و تحقیقات خویش را در زمینهٔ فیزیک خورشیدی متمرکز کرد در فاصله سال‌های ۱۳۴۳ و ۱۳۴۴ (۶۵–۱۹۶۴) وی در رصدخانهٔ تازه تأسیس مؤسسهٔ ژئوفیزیک دانشگاه تهران فعالیت داشت. عکس‌هایی که او در این دوره از خورشید تهیه کرد، از سوی مجامع علمی خارجی مورد تقدیر قرار گرفتند.
{طریان پس از اینکه لیسانسش را در رشته فیزیک و از دانشگاه تهران گرفت با هزینه شخصی‌اش به فرانسه رفت و تحصیلش را تا دکترا در رشته فیزیک اتمسفر در دانشگاه سوربن ادامه داد. او پیشنهاد استادی دانشگاه سوربن را رد کرد و به ایران بازگشت و با سمت دانشیار فیزیک رشته ترمودینامیک در گروه فیزیک مشغول به کار شد. اما مدتی بعد و با بورس دولت آلمان غربی آن زمان برای مطالعه رصد خانه فیزیک خورشیدی به این کشور رفت و دوباره به ایران بازگشت و به عنوان نخستین فیزیکدان زن که در ایران به مقام استادی دست پیدا کرده، مشغول به تدریس شد تا اینکه در سال ۱۳۵۸ و به درخواست خودش بازنشسته شد.}
آلنوش طریان نخستین بانوی استاد فیزیک ایران، بعد از بنیانگذاری نخستین رصدخانه و تلسکوپ خورشیدی تاریخ نجوم ایران، و ۳۰ سال تدریس در دانشگاه
آلنوش طریان، فیزیکدان ایرانی و استاد بازنشسته نجوم دانشگاه تهران و از پایه‌گذاران اخترفیزیک ایران. به خاطر نقشی که در پیشبرد رشته اخترشناسی در این کشور ایفا کرده بود به «مادر نجوم ایران» شهرت داشت
طریان پایه‌گذار نخستین رصدخانه فیزیک خورشیدی و نخستین تلسکوپ خورشیدی ایران و ارائه درسهای فیزیک خورشیدی و اخترفیزیک برای نخستین بار در کشور بود.
آلنوش طریان یکی از بزرگ‌ترین استادان فیزیک ایران است. یکی از شاگردان محمود حسابی و نخستین کسی که درس فیزیک ستاره‌ها را تدریس کرد.
بنیانگذاری نخستین رصدخانه و تلسکوپ خورشیدی تاریخ نجوم ایران، از کارهای ماندگار آلنوش طریان است و باعث شد به او لقب «مادر نجوم» داده شود.
آلنوش تریان از سال ۱۳۳۶ (۱۹۵۷) در گروه فیزیک دانشکده علوم دانشگاه تدریس می‌کرد. و موفق به کسب مقام استادی دانشکده علوم دانشگاه تهران را کسب کرده است. و اولین استاد زن دانشگاه تهران محسوب می‌گردد.

## سال‌های پایانی عمر و درگذشت

آلنوش طریان در اواخر عمر

آلنوش طریان کتابخانه شخصی خود را به کتابخانه ملی ایران اهدا و خانه شخصی خود را به نفع دانشجویان ارمنی وقف کرده است.
وی سال‌های پایانی عمر خود را در خانه سالمندان توحید گذراند. در پاییز ۱۳۸۹ مراسم جشن نودمین سالروز تولد آلنوش طریان، در محل ورزشگاه آرارات تهران و به همت انجمن بانوان ارامنه ایران و مؤسسه ترجمه و تحقیق هور برگزار شد. آلنوش طریان در روز شنبه ۵ مارس ۲۰۱۱ (۱۴ اسفند ۱۳۸۹) در سن ۹۰ سالگی در خانه سالمندان توحید تهران درگذشت. روز دوشنبه، ۱۶ اسفند ۱۳۸۹ (۷ مارس)، مراسم ترحیم آلنوش طریان، در کلیسای مریم مقدس تهران برگزار و پیکر وی از این محل تشییع و در گورستان ارامنه تهران به خاک سپرده شد.

## زندگی شخصی
او در سال‌های جوانی به مردی علاقه‌مند بوده است، اما مرگ او سبب شد تا طریان تصمیم بگیرد برای همیشه مجرد باقی بماند.
او هرگز ازدواج نکرد و فرزندی نداشت اما منزلش را در جلفای نو اصفهان وقف دانشجویانی کرد که محل اسکان مناسبی ندارند.

## جوایز و افتخارات
https://web.archive.org/web/20181016130019/http://www.paymanonline.com/article.aspx?id=002E8A66-5BE0-4862-A66B-859B76CEF214
لوح‌های تقدیر اهدا شده به استاد طریان عبارتند از:
- نشان مسروپ ماشتوتس از طرف عالیجناب جاثلیق آرام اول، رهبر مذهبی ارمنیان جهان، حوزهٔ کیلیکیه
- لوح تقدیر از طرف وزارت رفاه و تأمین اجتماعی، به مناسبت کسب عنوان پیشکسوت برجستهٔ کشوری، اهدا شده به دست آقای صادق محصولی
- لوح تقدیر از طرف مدیریت سازمان علوم و ستارهشناسی تهران، شهرداری منطقهٔ یک، خانم نیلوفر قاسمی وش
- لوح سپاس از طرف کیوان دواتگران، مدیر کل دفتر امور سالمندان
- لوح تقدیر از طرف دانشکدهٔ فیزیک دانشگاه تهران
- لوح تقدیر از طرف انجمن نجوم آماتوری ایران
- لوح تقدیر از طرف ابوالحسن فقیه، رئیس سازمان بهزیستی کشور، به مناسبت روز جهانی سالمندان (۱۳۸۵)
- لوح تقدیر از طرف مؤسسهٔ ژئوفیزیک ایران؛ نبی بید هندی، رئیس مؤسسهٔ ژئوفیزیک (۱۳۸۵)
- لوح تقدیر از طرف دفتر ریاست جمهوری، زهره طیب نوری زاده، مشاور رئیس‌جمهور و رئیس مرکز زنان و خانواده، به مناسبت کسب عنوان بانوی نمونهٔ فرهیختهٔ سال و بزرگداشت هفتهٔ زن (تیر ۱۳۸۵)
- لوح تقدیر از طرف انجمن خیریهٔ بانوان ارامنهٔ تهران (۱۳۸۵)
- لوح یادبود از طرف انجمن فرهنگی بیستون (۱۳۸۸)
- دریافت عنوان پیشکسوت نمونهٔ کشور، از طرف سازمان بازنشستگی کشور، در چهارمین همایش پیشکسوتان ایران (آذر ۱۳۸۸)
- لوح سپاس از طرف سازمان اسناد و کتابخانهٔ ملی، آقای علی اکبر اشعری، مشاور رئیس‌جمهور و رئیس سازمان اسناد و کتابخانهٔ ملی(۱۳۸۹ش)
- لوح تقدیر از طرف مؤسسهٔ ترجمه و تحقیق هور و انجمن خیریهٔ بانوان ارامنهٔ تهران (۱۳۸۹).

### گرامیداشت
به مناسبت ماه مارس، عکس‌های او بر دیوارهای قطارهای مترو تهران در سال ۲۰۲۴ قرار گرفت.

## فعالیت ها و خدمات
مهم‌ترین خدمات علمی طریان عبارتند از:
- پایه‌گذاری نخستین رصدخانهٔ فیزیک خورشیدی
- پایه‌گذاری نخستین تلسکوپ خورشیدی
- ارائهٔ درس‌های فیزیک خورشیدی و اختر فیزیک برای نخستین بار در ایران

وی همچنین تحقیقات علمی دربارهٔ انرژی خورشید دارد و معتقد است در ایران که ۲۴۱ روز از سال به‌طور کامل از انرژی خورشید برخوردار هستیم می‌توان از این منبع استفاده بسیاری کرد.
وی بارها در کنفرانس‌ها و مجامع علی خارج از کشور شرکت کرد. وی همچنین در کنفرانس‌های بین‌المللی از جمله کنفرانس سال ۱۳۴۰ (۱۹۶۱) دانشگاه برکلی کالیفرنیا، در سال ۱۳۴۴ (۱۹۶۵) در یک دوره پژوهش علمی در آلمان و در سال ۱۳۴۹ (۱۹۷۰) در انگلستان شرکت کرد.

## نگارخانه

آلنوش طریان در فیلم مستند به نام «سوی خورشید»